# Museo del Sexto Piso en la Plaza Dealey

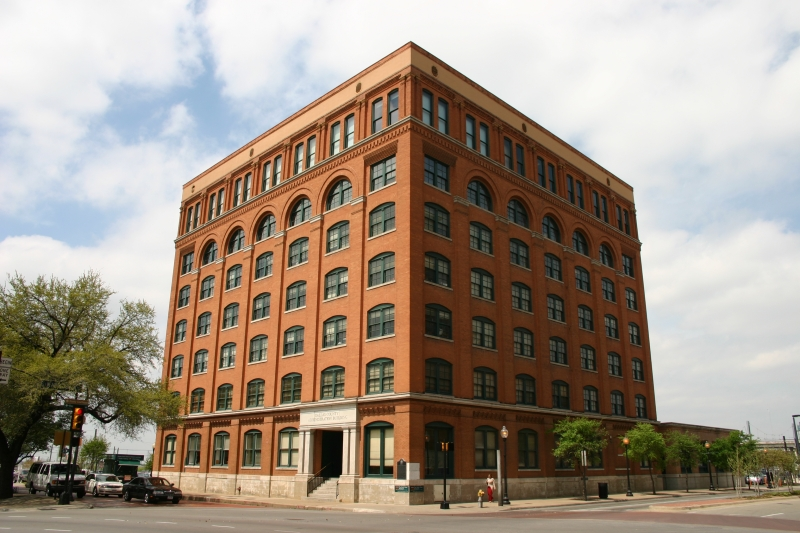
Museo del Sexto Piso en la Plaza Dealey.

El Museo del Sexto Piso en la Plaza Dealey es una exhibición histórica que examina la vida, tiempos, muerte, y legado del presidente estadounidense John F. Kennedy en el contexto de la historia de Estados Unidos. El área de exhibición del museo usa vídeos históricos, fotografías, artefactos, y demostraciones interpretativas para documentar los eventos del asesinato, los descubrimientos de las investigaciones oficiales que surgieron y el histórico legado de la tragedia nacional. El museo es autosuficiente en su financiamiento, dependiendo solamente de donaciones y ventas de boletos. Alquila su espacio al Condado de Dallas, Texas.
El museo abrió sus puertas el 20 de febrero de 1989, día de los presidentes. El museo está localizado en el edificio que anteriormente se conocía como el Depósito de Libros Escolares de Texas, en la intersección de las calles Elm y Houston, en la Plaza Dealey del centro de Dallas. En el sexto piso de este mismo edificio fue desde donde supuestamente Lee Harvey Oswald disparó al presidente Kennedy el 22 de noviembre de 1963.
El museo ha sido motivo de controversia, originando protestas desde el momento en que se anunció el futuro enclave del museo.